# Sphex argentinus
Sphex argentinus là một loài côn trùng cánh màng trong họ Sphecidae, thuộc chi Sphex. Loài này được Taschenberg miêu tả khoa học đầu tiên năm 1869.